# Bruchus pisorum
Il tonchio del pisello (Bruchus pisorum (Linnaeus, 1758)) è un coleottero della famiglia Chrysomelidae.

## Descrizione
È un piccolo coleottero (lungo circa 4 mm), con elitre nerastre e con piccole macchie biancastre, che lasciano parzialmente scoperto il pigidio. La larva, dalla tipica forma a "C", è di colore bianco, con il capo bruno, dotata di corte zampe.

## Biologia

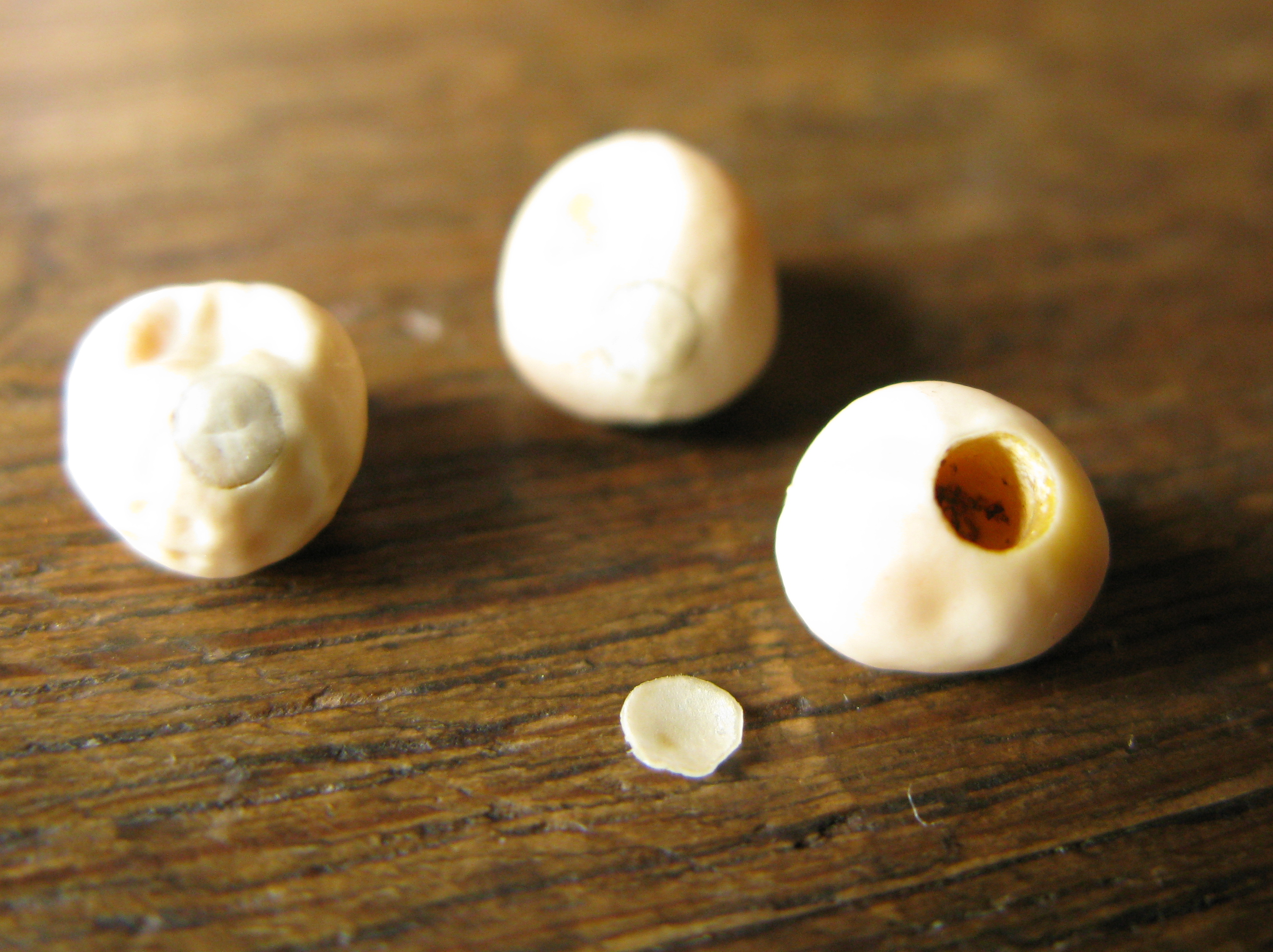
Semi di pisello infestati da B. pisorum

L'adulto si nutre di polline e di nettare, senza arrecare grossi danni alle colture. Dopo l'accoppiamento la femmina depone le uova sulla superficie dei baccelli dei piselli. Le larve, fitofaghe, penetrano nel baccello e si nutrono dei tessuti dei semi, sviluppandosi al loro interno. I semi così infestati non sono più commestibili né utilizzabili come sementi.